# 高岭 (从化)
高岭是中国广东省广州市从化区的一个自然村。在太平镇东南面约13千米，属秋枫村管辖。因位于高岭得名。1998年时，全村人口40人。